# ヒデキに夢中!!
『ヒデキに夢中!!』（ヒデキにむちゅう）は、2005年7月にオリンピアが開発、発売した歌手の西城秀樹をタイアップキャラクターとしたパチスロ機。
Aタイプ4.7号機のストック機。保通協における型式名は『ビービージャック』である。 

## 特徴
- 7ライン機だが、通常の5ライン機の感覚で遊技できるよう設計されている。
- 登場する曲目は『情熱の嵐』、『激しい恋』、『傷だらけのローラ』、『ジャガー』、『ブーメランストリート』、『YOUNG MAN (Y.M.C.A.)』、『ギャランドゥ』の7作品。
- 通常のボーナスは「コンサートステージ」または『ギャランドゥ』演出を経由して放出されやすい。これらは『アントニオ猪木という名のパチスロ機』等でも見られた6ゲーム程度の連続演出を経由して発展することが多い。
- 通常時は「コンサートステージ」はチャンス目を経由して発展しやすい。
- 『ギャランドゥ』演出経由のボーナスは再度『ギャランドゥ』に突入しやすい（「ブーメランループ」と呼ばれる）。
- ビッグボーナス中の通称強ハズレ、JACハズレは『ギャランドゥ』が確定する。
- 通常時の中段チェリーは『ギャランドゥ』確定。純ハズレはボーナス+終了後の『ギャランドゥ』が確定。
- 天井はボーナス間でチャンス目15回。
- レバーONの遅れは南国シリーズと同様、主にチェリー対応。無音はBIG or REG確定。
- 「コンサートステージ」、ビッグボーナス中は歌が流れる。
- 2007年8月3日に検定切れで全国のホールから撤去された。その後はゲームセンターや一般のレジャー施設でメダルゲーム機として稼働している。

## 実機からの移植

### PC版
- オリンピア公式サイトに設置されているパチスロシミュレータ。秀樹の歌声がない以外は、基本的に実機と同じ。

### 携帯アプリ版
- オリンピア携帯サイトに設置されている。楽曲は全て他のものに変更。

## バグ
- 高確率モードで一度もボーナス期待度表示「通称：俺の情熱」演出がなかった場合、一瞬だけ通常画面に戻ってしまうバグがある。
- 高確率移行後1ゲームで雷演出があった場合、チャンスパネルでもそのままギャランドゥに移行するバグが存在する。